# Vandrande skolbuss

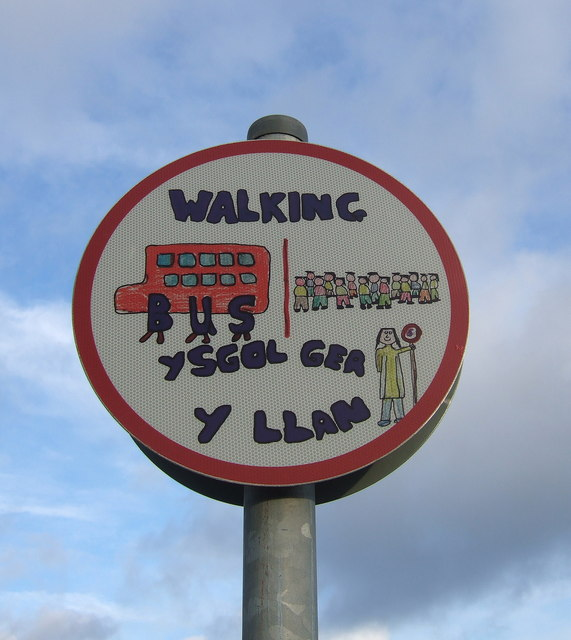
Vägskylt för vandrande skolbuss i Wales.

En vandrande skolbuss är en typ av skolpendling där en grupp skolbarn går till fots till/från skolan, tillsammans med en eller flera föräldrar eller andra vuxna. Det är ett alternativ till att föräldrar skjutsar sina barn till/från skolan, som minskar biltrafiken kring skolan, ger barnen motion, och fördelar ansvaret för hämtning och lämning mellan olika familjer.

### Fotnoter
1. ↑  Mia Sjöström (31 augusti 2016). ”Vandrande skolbuss” (på svenska). Svenska dagbladet. https://www.svd.se/vandrande-skolbuss--for-en-sakrare-vag-till-skolan. Läst 31 oktober 2018.